# Anna Maria Werner

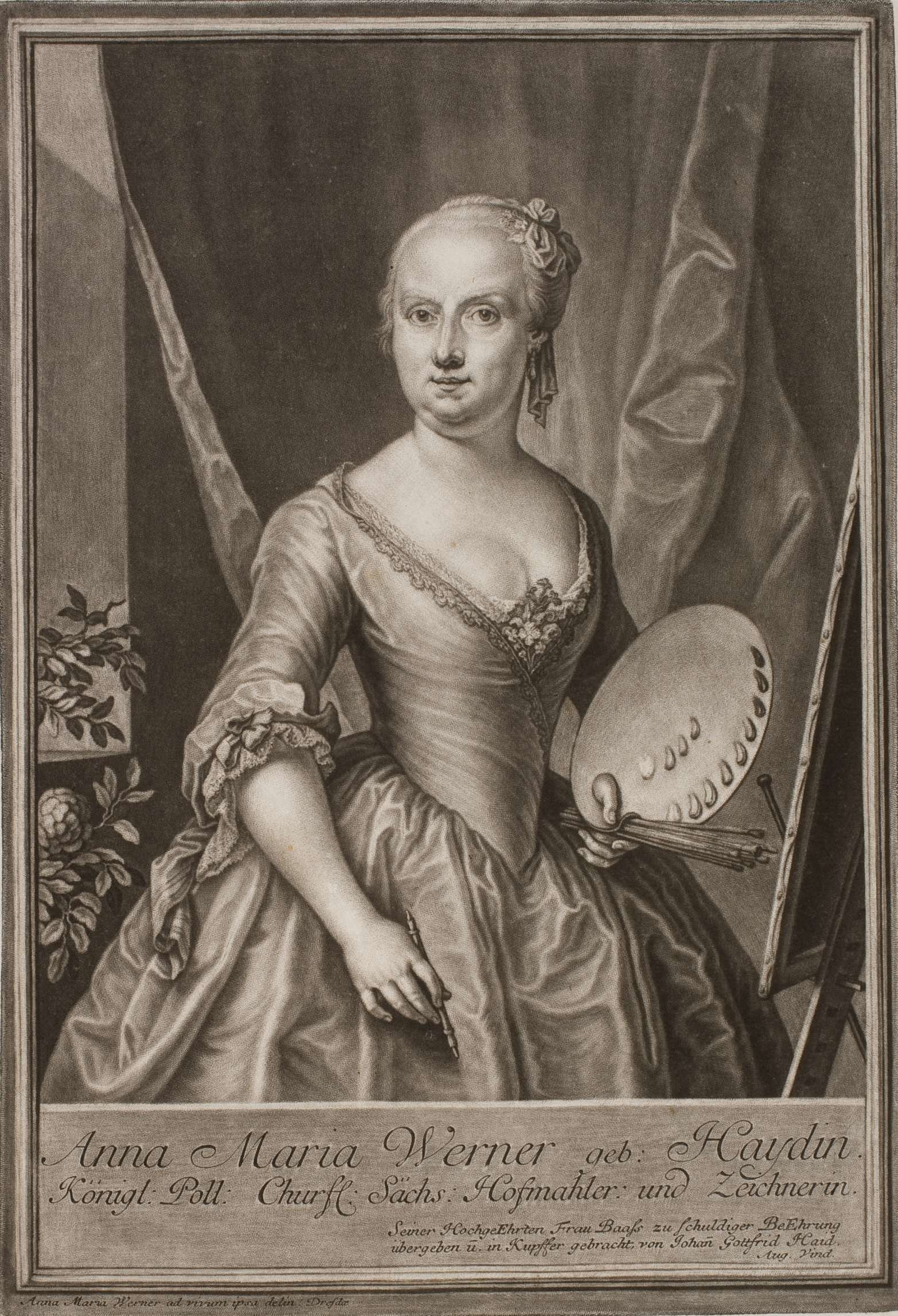
Selbstbildnis der Anna Maria Werner von Johann Gottfried Haid gestochen

Anna Maria Werner (* 1688 in Danzig; † 23. November 1753 in Dresden) war eine deutsche Miniaturzeichnerin und sächsische Hofmalerin.

## Leben
Anna Maria Haid wurde als Tochter des Augsburger Goldschmieds Andreas Haid (1661–nach 1735), der von 1685 bis 1702 in Danzig tätig war, in Danzig geboren. Sie ging 1702 mit ihrem Vater, bei dem sie lernte, nach Berlin und begann mit dem Zeichnen von Miniaturbildnissen, die von verschiedenen Kupferstechern gestochen wurden. Sie heiratete 1705 den Miniaturmaler Christoph Joseph Werner (um 1670–1750). 1721 erhielt sie einen Ruf an den Hof von Dresden. Dort arbeitete sie u. a. für das Werk „Récueil des Marbres Antiques ... à Dresden“ von Leplat und zeichnete allegorische Darstellungen, ein Bildnis des Königs August II. und andere Porträts. Diese Arbeiten wurden ebenfalls als Vorlagen für Kupferstiche verwendet. Ihr Sohn, gleichen Namens wie sein Vater (aber gewöhnlich Joseph genannt, † 1765) wurde von ihr ausgebildet und wurde Hofmaler in Warschau.